# Castellers de Santa Coloma
Els Castellers de Santa Coloma són una colla castellera de Santa Coloma de Gramenet, al Barcelonès, fundada l'any 1985.
La colla es va fundar l'any 1985 arran d'una escissió dels Castellers de Barcelona que tenien una gran part de castellers provinents de Santa Coloma. Durant els primers anys, la colla va assolir els castells bàsics de 7 i algun de la gamma alta de 7 com el 3 de 7 per sota carregat i el 4 de 7 amb el pilar. No obstant, la colla no va poder mantenir el nivell i no ha realitzat un castell de 7 des de l'any 1999.

## Castells assolits[calcitació]
| Construcció                      | Data                   | Diada                                 | Població                 |
| -------------------------------- | ---------------------- | ------------------------------------- | ------------------------ |
| 3 de 7 aixecat per sota carregat | 16 de novembre de 1986 | Diada dels Minyons de Terrassa        | Terrassa                 |
| 4 de 7 amb el pilar              | 27 d'abril de 1986     | Aniversari de Bordegassos de Vilanova | Vilanova i la Geltrú     |
| 3 de 7                           | 31 d'agost de 1985     | Festa Major de Santa Coloma           | Santa Coloma de Gramenet |
| 4 de 7                           | 31 d'agost de 1985     | Festa Major de Santa Coloma           | Santa Coloma de Gramenet |